# Codona
Codona – jazzowe trio powstałe pod koniec lat 70. XX wieku i wykonujące typ muzyki, którą można nazwać fusion. Brzmienie grupa zawdzięcza swobodnemu korzystaniu z elementów muzyki afrykańskiej, dalekowschodniej, arabskiej, z półwyspu indyjskiego, jazzu, muzyki południowoamerykańskiej itd.

## Nazwa grupy
Grupę utworzyło trzech multinistrumentalistów: Collin Walcott, Don Cherry i Nana Vasconcelos. Nazwa zespołu pochodziła od dwóch pierwszych liter ich imion Collin, Don i Nana, czyli Codona, co brzmiało prosto, a zarazem wystarczająco tajemniczo i egzotycznie.

## Muzycy

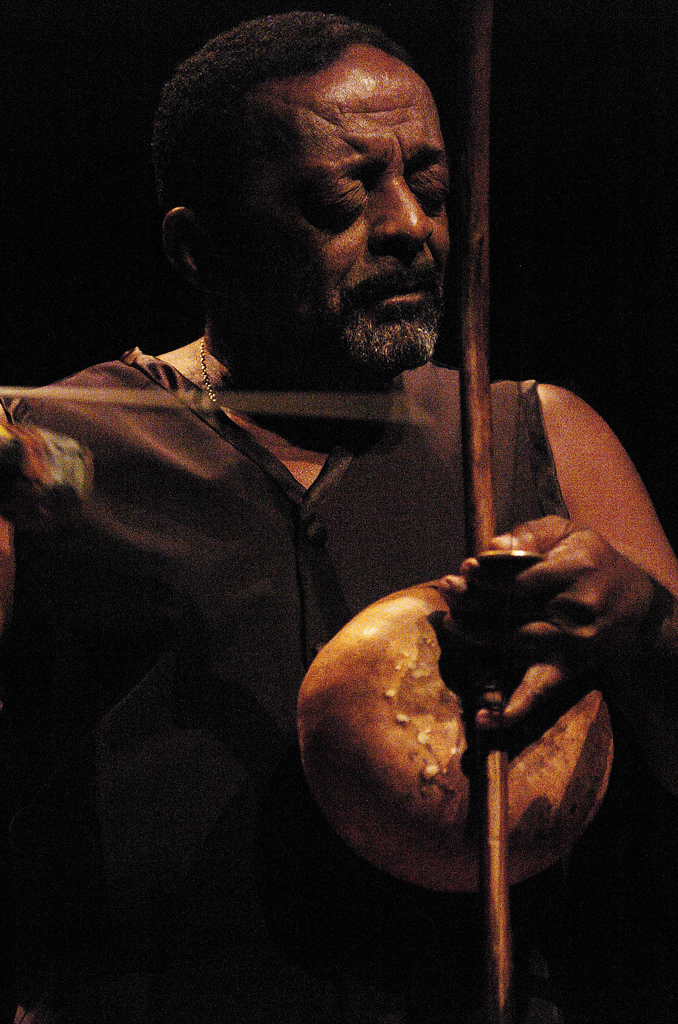
Nana Vasconcelos grający na berimbau

- Collin Walcott (ur. 24 lutego 1945, zm. 8 listopada 1984) – wniósł do zespołu m.in. brzmienie muzyki indyjskiej. Grał na następujących instrumentach: sitar, tabla, sanza, dulcymer, kotły i śpiewał.
- Naná Vasconcelos (ur. 2 sierpnia 1944) – wniósł do zespołu m.in. brzmienie muzyki południowoamerykańskiej. Grał na następujących instrumentach: berimbau, bęben mówiący, cuica, śpiewał itd.
- Don Cherry (ur. 18 listopada 1936, zm. 19 października 1995) – wniósł do zespołu m.in. elementy jazzu, muzyki afrykańskiej i dalekowschodniej. Grał na trąbce, kornecie, fletach, innych instrumentach dętych, organach itd.

Muzycy ci spotkali się wcześniej, np. Don Cherry grał na albumie Collina Walcotta Grazing Dreams. Walcott z kolei spotkał Nanę Vasconcelosa podczas sesji nagraniowej płyty Sol do Meio Dia Egberto Gismontiego.

## Grupa
Grupa swoje powstanie zawdzięcza Manfredowi Eicherowi z firmy nagraniowej ECM, który namówił muzyków do wspólnego grania. Sam został ich menedżerem i producentem ich albumów.
Zespół powstał w 1977 r.
Wszyscy muzycy byli multiinstrumentalistami i nie mieli właściwie żadnych przeszkód w kreowaniu dokładnie takiej muzyki jaką chcieli. Muzyka miała charakter improwizowany i w bardzo naturalny sposób w jednym nawet utworze przechodziła z partii fletu wzorowanej na medytacyjnych dźwiękach bambusowego fletu shakuhachi do sitarowej partii pod wpływem muzyki indyjskiej.
Mimo wysoce improwizowanego charakteru muzyki i swobodnego podejścia do tradycji muzycznych z całego świata, muzyka grupy nigdy nie wpadała w chaos i bezstylowość. Zawdzięczać to należy wysokiej klasie muzykalności artystów, ich olbrzymiemu doświadczeniu w wykonywaniu krańcowo nieraz różnych gatunków muzyki oraz dogłębnemu poznaniu przez nich innych kultur.
Chociaż albumy zespołu są zarówno przez krytyków muzycznych, jak i przez amatorów oceniane niezwykle wysoko, to Codona najlepiej się czuła podczas występów przed publiczością na koncertach. W interakcji z widzami muzyka łatwo przekraczała wszelkie sztuczne i sztywne granice, w szczególnych momentach osiągała niezwykły poziom prawdziwej kreacji „tu i teraz”, wkraczając nawet w sferę transcendencji i nie tracąc przy tym tak ważnego elementu ludycznego.
Jeszcze przed powstaniem terminu muzyka świata (world music), Codona już była przedstawicielem tego stylu.
Grupa istniała do śmierci Collina Walcotta w 1984 r. na terenie Niemieckiej Republiki Demokratycznej w czasie kraksy autobusu, którym jechał. Stało się to w czasie trasy koncertowej, którą odbywał z grupą Oregon.

## Dyskografia
Zespół nagrał trzy albumy:
- Codona ECM 1132 (1979)
- Codona 2 ECM 1177 (1981)
- Codona 3 ECM 1243 (1983)
- The Codona Trilogy ECM 2033-35 (2008) (powtórne wydanie trzech albumów w jednym pudełku)